# 競合理論
競合理論係運用賽局的觀念來解釋交易時發生的現象，Brandenburger and Nalebuff 將企業與賽局中其他四種參與者，分別為顧客、競爭者、供應者與互補者（或稱相互依存者）等五類，這個觀念與五力分析（購買者、供應者、替代產品、潛在進入者、競爭者）可以相互呼應。五力分析則較為強調五種參賽者之間的競爭與制衡，但價值網絡分析則強調如何經由競爭與合作，來創造整個系統的價值，以及企業的最大收益。
在需求面來看，互補者是當顧客擁有互補者提供的商品或勞務後，顧客對原來的商品或勞務的評價會升高。在供應面觀看來，當供應者提供互補者資源後，更能吸引互補者提供資源給該企業。 而競爭者則是當顧客擁有競爭者提供的商品或勞務後，顧客對你原來的商品或勞務的評價會降低。當供應者提供競爭者資源後，使得供應者較不願意提供資源給該企業。